# Tecnofilm-Betonexpressz 2000/Saison 2010
Dieser Artikel listet Erfolge und Mannschaft des Radsportteams Tecnofilm-Betonexpressz 2000 in der Saison 2010 auf.

## Erfolge in den Continental Circuits
| Datum    | Rennen                                            | Kat. | Fahrer           |
| -------- | ------------------------------------------------- | ---- | ---------------- |
| 7. Mai   | Challenge du Prince – Trophée Princier            | 1.2  | Roberto Richeze  |
| 9. Mai   | Challenge du Prince – Trophée de la Maison Royale | 1.2  | Adriano Angeloni |
| 24. Juni | Ungarische Meisterschaft – Einzelzeitfahren (U23) | NC   | Gábor Fejes      |

## Zugänge – Abgänge
| Zugänge              | Team 2009                      | Abgänge                           | Team 2010                    |
| -------------------- | ------------------------------ | --------------------------------- | ---------------------------- |
| Adriano Angeloni     | Ceramica Flaminia              | István Cziráki                    | Atlas Personal               |
| Rida Cador           | Atlas Romer’s Hausbäckerei     | Raivis Belohvoščiks               | Ceramica Flaminia            |
| Gianluca Coletta     | Centri della Calzatura         | Donato Cannone                    | Ceramica Flaminia            |
| Miguel Ángel Rubiano | Centri della Calzatura         | Stefan Cohnen                     | Continental Team Differdange |
| Gianfranco Visconti  | Nazionale Elettronica New Slot | Gábor Arany                       | Unbekannt                    |
| Tamás Lengyel        | Tusnad Cycling Team            | László Garamszegi                 | Unbekannt                    |
| Gábor Fejes          | Neoprofi                       | Gergely Ivanics                   | Unbekannt                    |
| Dávid Puskás         | Neoprofi                       | Honorio Machado                   | Unbekannt                    |
| Péter Simon          | Neoprofi                       | Daniel Tóth                       | Unbekannt                    |
|                      |                                | Miguel Ángel Rubiano (bis 30.06.) | Meridiana Kamen Team         |

## Mannschaft
| Name                | Geburtstag         | Nationalität |
| ------------------- | ------------------ | ------------ |
| Adriano Angeloni    | 31. Januar 1983    | Italien      |
| Rida Cador          | 25. März 1981      | Ungarn       |
| Marco Carletti      | 10. Oktober 1983   | Italien      |
| Gianluca Coletta    | 15. September 1981 | Italien      |
| Gábor Fejes         | 25. Mai 1989       | Ungarn       |
| Ruslan Ivanov       | 18. Dezember 1973  | Moldau       |
| Tamás Lengyel       | 12. November 1980  | Ungarn       |
| Krisztián Lovassy   | 23. Juni 1988      | Ungarn       |
| Zoltán Madaras      | 10. April 1980     | Ungarn       |
| Walter Proch        | 17. Februar 1984   | Italien      |
| Dávid Puskás        | 28. Oktober 1988   | Ungarn       |
| Roberto Richeze     | 25. Oktober 1981   | Argentinien  |
| Emanuele Rizza      | 8. Februar 1984    | Italien      |
| Péter Simon         | 14. Oktober 1991   | Ungarn       |
| Zoltán Tisza        | 24. Februar 1967   | Ungarn       |
| Gianfranco Visconti | 18. Februar 1983   | Italien      |